# Servei Geològic dels Estats Units
El Servei Geològic dels Estats Units (United States Geological Survey, USGS) és una agència científica governamental dels Estats Units creada el 3 de març de 1879. Estudia el paisatge dels Estats Units, els seus recursos naturals i les amenaces anaturals. Està organitzat en les disciplines de biologia, geografia, geologia, i hidrologia. No té potestat legislativa.
És una oficina del Departament d'Interior (United States Department of the Interior), del qual és l'única agència. Té uns 8.670 empleats i la seva seu central és a Reston, Virgínia. També té oficines principals a Lakewood (Centre Federal de Denver), i Menlo Park, Califòrnia.

## Missió
Elabora mapes topogràfics en diverses escales i àmbits però encara no està cartografiat els Estats Units a l'escala 1:50.000. Molts dels mapes són de domini públic estan disponibles a Internet. Fa un seguiment global dels terratrèmols. estudia el magnetisme terrestre i els seus canvis. Col·labora amb el Canadà i Mèxic per fer un Atlas Medioambiental de Nord-amèrica (North American Environmental Atlas). Estudia els cabals dels corrents d'aigua. Des de 1962, té un programa de recerca astrogeològica i ha participat en la cartografia de la Lluna i altres cossos del sistema solar. Dirigeix el Centre de la Salut de la Vida silvestre Nacional (National Wildlife Health Center), Des del 2005, l'agència està estudiant crear un centre de vulcanologia.

### Directors
- 1879–1881 Clarence King
- 1881–1894 John Wesley Powell

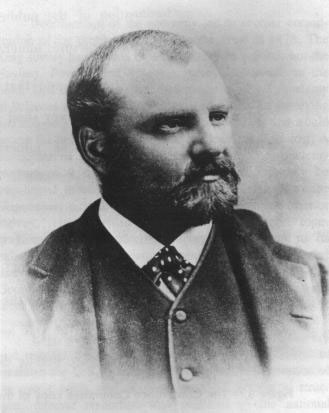
Clarence King, fundador del Servei geològic dels Estats Units

- 1894–1907 Charles Doolittle Walcott
- 1907–1930 George Otis Smith
- 1930–1943 Walter Curran Mendenhall
- 1943–1956 William Embry Wrather
- 1956–1965 Thomas Brennan Nolan
- 1965–1971 William Thomas Pecora
- 1971–1978 Vincent Ellis McKelvey
- 1978–1981 Henry William Menard
- 1981–1993 Dallas Lynn Peck
- 1994–1997 Gordon P. Eaton
- 1998–2005 Charles G. Groat
- 2006-2009 Mark Myers
- 2009- Marcia McNutt

## Publicacions
Inclouen:
- Biological Science Report (BSR)
- Bulletin (B)
- Circular (CIR/C)
- Circum-Pacific Map (CP)
- Coal Investigations (COAL/C-) Map
- Folios of the Geologic Atlas (GF)
- General Interest Publication (GIP)
- Geologic Quadrangle (GQ) Map
- Geophysical Investigations (GP) Map
- Hydrologic Investigations Atlas (HA)
- Land Use and Land Cover (L) Map
- Mineral Investigations Resource (MR) Map
- Miscellaneous Field Studies (MF) Map
- Miscellaneous Investigations/ Geologic Investigations (I) Series
- Oil and Gas Investigations (OC) Chart
- Oil and Gas Investigations (OM) Map
- Open-File Report (OFR/OF)
- Professional Paper (PP)
- Premier series of the USGS.
- Water-Resources Investigations Report (WRIR/WRI)
- Water-Supply Paper (WSP)

Moltes publicacions estan disponibles en línia:
- USGS Publications Warehouse Arxivat 2010-07-13 a Wayback Machine., Search for online documents
- Open-File reports online, consultat el 11/25/08
- Mineral Resources Program Arxivat 2008-12-06 a Wayback Machine., Online Publications and Data
- Central Mineral Resources Team Arxivat 2009-01-09 a Wayback Machine., selected maps and publications online
- National Strong-Motion Project  Arxivat 2013-09-22 a Wayback Machine. Reports and software online.